# 別府町警察
別府町警察（べふちょうけいさつ）は、かつて存在した兵庫県加古郡別府町（現在の加古川市別府町）の自治体警察。

## 概要
旧警察法の施行で、従来の兵庫県警察部が解体され、1948年（昭和23年）3月7日に別府町警察署が設置された。同年4月、別府巡査駐在所を別府警察署として使用した。その際、5坪を増築することで一室を設け、署長兼会議室とした。その後、留置所、署長公舎を建築した。
別府町にとって自治体警察は重い負担となった。1949年（昭和24年）度の町予算が約1000万円のうち警察予算が170万円を占めていた。1951年（昭和26年）10月の別府町の加古川市への合併とともに加古川市警察と統合され、幕を閉じた。

## 組織
- 1951年9月30日現在
  - 警部補（1名）
  - 巡査部長（1名）
  - 巡査（3名）
  - 書記（1名）

## 警察署
- 別府町警察署